# クロワッサン (雑誌)
『クロワッサン』（Croissant）は、マガジンハウスから発売されている生活・文化雑誌である。毎月10日・25日発売。
1977年（5月号）に月刊誌『an・an famille クロワッサン』として、マガジンハウスの前身である平凡出版によって創刊された。当時の定価は480円。創刊号の表紙は大橋正によるイラスト。読者モデルによるファッションショーの記事があったほか、フライパン研究の記事では辰巳芳子が登場していた。また誌名から、創刊号の巻頭ではパンのクロワッサンに関する記事が組まれた。
1978年5月10・25日合併号（13号）から隔週刊に移行し、現在のタイトルとなった。当時の定価は250円。
ターゲットは主に40歳前後の主婦とされる。生活だけでなくファッション・文化などを掲載する雑誌である。
系列誌として、後述する『&Premium』（アンド・プレミアム）のほか、テーマを絞ったムックも各種発売されている。

## キャッチフレーズ
創刊号のキャッチフレーズは「ふたりで読む ニュー・ファミリーの生活誌」。隔週刊に移行した頃からは「新しい生活情報を速報する 女の新聞」、1988年5月10日号（252号）からは「日常生活を通して考える 男の暮し方 女の暮し方」、2017年春からは「創意ある暮らしは美しい」。

## 反響を呼んだ記事
1996年11月25日号（457号）にて「困ったときの手紙とはがきの書きかた大百科」という特集記事を掲載し、「かなり売れました」という。
2011年7月10日号（6月25日発売、808号）にて「放射線によって傷ついた遺伝子は、子孫に伝えられていきます」という発言を表紙に載せたところ、批判が相次ぎ、最終的に謝罪文を発表した。
2017年1月10日号（2016年12月24日発売、940号）にて「最も捨てたいのは、夫!」という離婚を勧める特集記事を掲載し、賛否両論となった。なお、本誌では以前から離婚に関する特集記事が組まれており、そのルーツとして1979年7月25日号（41号）に掲載された「離婚志願」という特集記事を挙げている。
2018年5月25日号 （5月10日発売、973号）にて「手塩にかけたおにぎりは、おいしい発酵食?」という記事を掲載し、医療関係者などから異論の声が上がった。

## クロワッサンPremium → &Premium
『クロワッサンPremium』は、上記『クロワッサン』を母体とする婦人向けファッション・生活情報誌。2007年10月創刊、毎月20日発売。
母体の『クロワッサン』よりもさらに上位の40代後半 - 50代を対象とし、ファッション・メイクに関する情報を主に発信する。モード界や欧州ラグジュアリーブランドに関する内容も充実している。
ターゲットを同じくするライバル誌としては『eclat』（集英社）、『HERS』（光文社）などが挙げられる。
2014年1月号（2013年11月20日発売）よりタイトルが『&Premium』（アンド・プレミアム）と改称された。モード界の最新コレクションを紹介する記事、巻末の協力店舗欄は廃止、ビューティ関連の情報も削減され、巻末のカルチャーなどのコラムが色つきページとなった。なお、改称に際して、雑誌コードが変更されている。